# Metoncholaimus scanicus
Metoncholaimus scanicus är en rundmaskart som först beskrevs av Allgen 1935.  Metoncholaimus scanicus ingår i släktet Metoncholaimus och familjen Oncholaimidae. Inga underarter finns listade i Catalogue of Life.